# Phillip Dutton
Phillip Dutton (n. 13 septembrie 1963, Nyngan⁠(d), Noul Wales de Sud, Australia) este un agricultor ce a reprezentat Australia, medaliat olimpic. A participat la 7 ediții ale Jocurilor Olimpice (1996, 2000, 2004, 2008, 2012, 2016, 2020) în care a câștigat două medalii de aur.